# Fabrizio Nascimento
Fabrizio Nascimento de Oliveira (Campo Grande, 17 de janeiro de 1996) é um futebolista paralímpico brasileiro, que se posiciona como zagueiro.
Atualmente atua na seleção brasileira de futebol de 7, exclusiva a deficientes intelectuais; na qual representou seu país nos Jogos Olímpicos de Verão de 2016, no Rio de Janeiro.